# Ана Кашинска
Ана Кашинска (рус. А́нна Ка́шинская; око 1280. у Ростову — 2. октобар 1368. у Кашину), монашки Софија, била је тверска кнегиња и светитељка је Руске православне цркве у рангу благоверних. У православној цркви овој светитељки су посвећени 12. јун и 2. октобар.